# Spirosloučeniny

Vznik 1,4-dioxaspiro[4.5]dekanu, příkladu heterocyklické spirosloučeniny (ketalu) získaného chráněním monocyklického ketonu cyklohexanonu acyklickým diolem ethylenglykolem.

Spirosloučeniny jsou, obvykle organické, chemické sloučeniny, v jejichž molekule se vyskytují nejméně dva cykly, které mají jediný společný atom.
Nejjednodušší spirosloučeniny mají dva cykly. Přítomnost jediného společného atomu je odlišuje od sloučenin s izolovanými cykly, jako je bifenyl, u kterých nemají cykly žádný společný atom, spojených cyklických sloučenin, jako je dekahydronaftalen, kde mají cykly společné dva sousední atomy, a od látek jako norbornan, jejichž cykly mají společné nesousední dva atomy.
Spirosloučeniny mohou být plně karbocyklické (pokud jsou cykly tvořeny pouze uhlíkovými atomy) nebo heterocyklické (v alespoň jednom cyklu je nejméně jeden atom jiného prvku než uhlíku). Společný atom, který spojuje dva (někdy i tři) společné atomy, se nazývá spiroatom; u karbocyklických spirosloučenin je to kvaternární uhlík. Spiroatomem může být i čtyřvazný neutrální křemík nebo kladně nabitý kvaternární dusík.
Spirosloučeniny se vyskytují i v přírodě, některé z nich byly využity při biomedicínských studiích a slouží jako „kostry“ při navrhování nových léčiv. Existují spirosloučeniny používané jako barviva.

## Karbocyklické spirosloučeniny

spiro[4.5]dekan

Formálním příkladem karbocyklické sloučeniny může být spiro[4.5]dekan. Roviny kruhů jsou vzájemně kolmé, což nemusí být z uvedeného vzorce zřejmé.

## Heterocyklické spirosloučeniny
Běžnější než karbocyclické spirosloučeniny jsou sloučeniny obsahující ve spirocyklickém skeletu jeden nebo více heteroatomů.
Příkladem spirosloučenin s jedním heteroatomem může být léčivo buspiron. Jeden heteroatom společný oběma cyklúm (spiroatom), kvartérní amoniový atom dusíku, obsahuje např. léčivo trospium-chlorid.
Více heteroatomů obsahuje např. cyklická laktonová forma fluoresceinu, nebo přírodní látka tomatin.

## Polyspirosloučeniny
Polyspirosloučeniny jsou látky, které mají v molekule více než jeden spiroatom, které tak dohromady spojují tři nebo více cyklů.

## Názvosloví

Příklady pojmenování spirosloučenin, A. 1-brom-3-chlorspiro[4.5]dekan-7-ol, B. 1-brom-3-chlorspiro[3.6]dekan-7-ol.

Názvosloví spirosloučenin poprvé navrhl Adolf von Baeyer roku 1900.. Názvy začínají předponou spiro, po níž následují hranaté závorky, ve kterých se nachází nejprve počet atomů na kratším cyklu, následně počet atomů na delším cyklu oddělený tečkou; spiroatom se do délky cyklů nezapočítává.

## Příprava
Některé spirosloučeniny lze připravit pomocí pinakolového přesmyku; například spiro[4.5]dekan je možné získat z (1,1′-bicyklopentyl)-1,1′-diolu. Na začátku dochází k protonaci jedné z karbinolových skupin, která umožňuje odstranění molekuly vody, a vzniku odpovídajícího karbokationtu. U karbokationtového meziproduktu poté dojde k přesunu vazby, které vede k rozšíření sousedního cyklu, deprotonace pak způsobí odhalení ketonové skupiny. Vzniklý spirobicyklický keton je již skutečnou spirosloučeninou a výchozí látkou v dalším kroku reakce, kdy se keton redukuje hydridem lithno-hlinitým (LiAlH4) za přítomnosti tosylchloridu na tosylát alkoholu a následně na alkan.